# Thập niên 2130
Thập niên 2130 hay thập kỷ 2130 chỉ đến những năm từ 2130 đến 2139, kể cả hai năm đó. Không chính thức, nó cũng có thể bao gồm vài năm vào cuối thập niên 2120 hay vào đầu thập niên 2140. Đây là thập kỷ thứ 3 của thế kỷ 22.